# Rodengo-Saiano
Rodengo-Saiano ist eine norditalienische Gemeinde (comune) mit 9917 Einwohnern (Stand 31. Dezember 2023) in der Provinz Brescia in der Lombardei. Die Gemeinde liegt etwa 11,5 Kilometer nordwestlich von Brescia in der Franciacorta. 1927 wurden die Gemeinden Rodengo und Saiano zusammengelegt.

## Persönlichkeiten
- Lodovico Pavoni (1784–1849), Priester und Begründer der Pavonianer

## Verkehr
Rodengo-Saiano liegt auf halbem Weg an der früheren Strada Statale 510 Sebina Orientale (heute Provinzstraße) von Brescia zum Iseosee. Der nächste Bahnhof befindet sich wenige Kilometer entfernt in Paderno Franciacorta.

## Gemeindepartnerschaft
Rodengo-Saiano unterhält seit 1999 eine Partnerschaft mit der nordrhein-westfälischen Gemeinde Kürten (Deutschland).

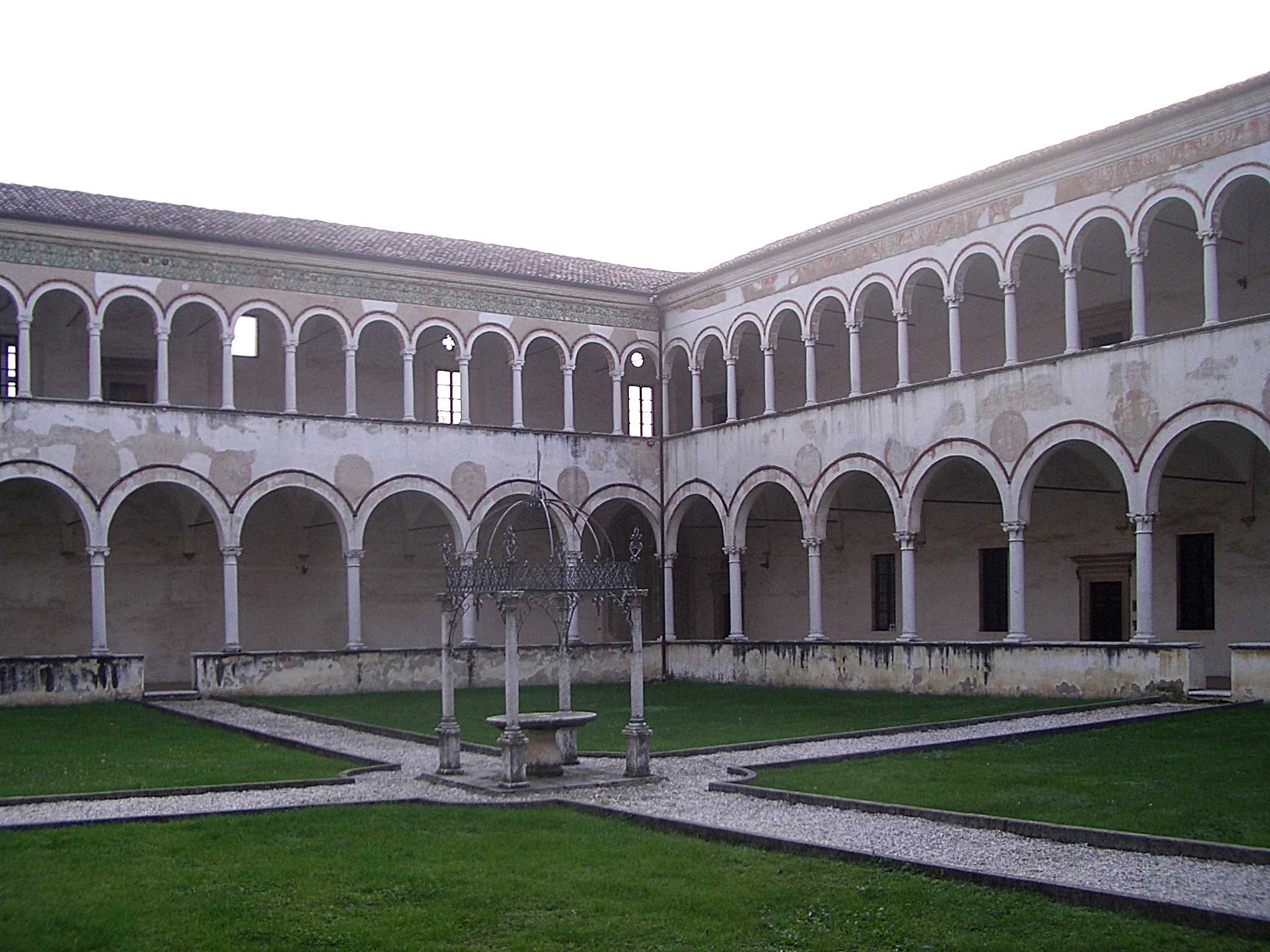
Großer Kreuzgang der Abtei

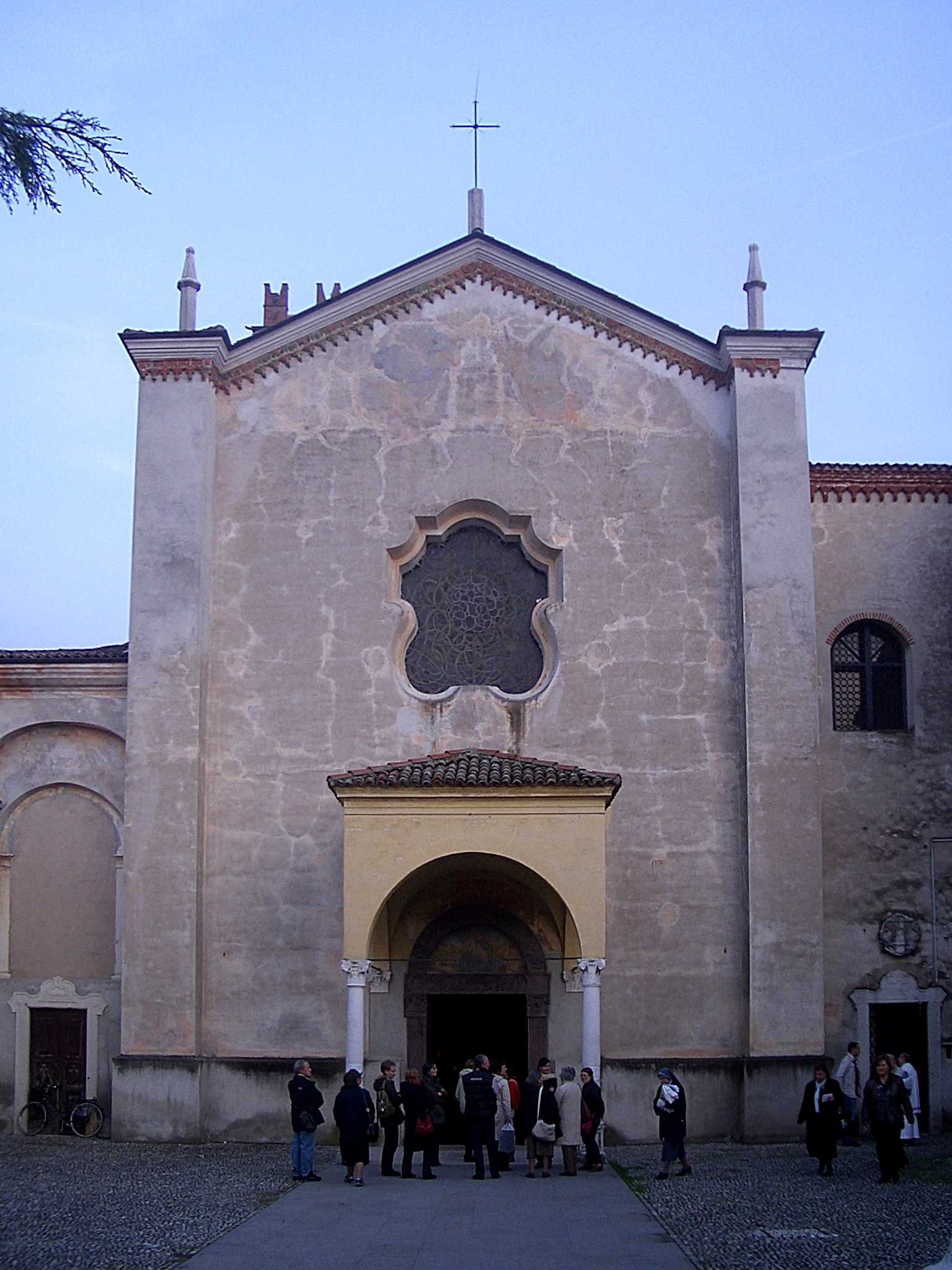
Abteikirche San Nicola

## Sehenswürdigkeiten
Seit etwa 1100 bestand in Rodengo ein Cluniazenser-Kloster, das dem Hl. Nikolaus geweiht wurde. Im frühen Spätmittelalter geriet das Klosterleben dort in Verfall, sodass im 15. Jahrhundert die alte Abtei an Mönche des Reformordens der Olivetaner übergeben wurde. Die neuen Mönche veranlassten den Wiederaufbau der imposanten Klosteranlage. Die heutigen Gebäude entstammen dem 15./16. Jahrhundert. 1797 wurde das Kloster unterdrückt. Erst 1969 wurde die Olivetaner-Abtei San Nicola wieder durch Mönche des Ordens neubesiedelt. Besondere Beachtung verdienen die Abteikirche und der Große Kreuzgang aus dem 15. Jahrhundert.